# Mîkulîn, Hoșcea
Mîkulîn (în ucraineană Микулин) este un sat în comuna Drozdiv din raionul Hoșcea, regiunea Rivne, Ucraina.

## Demografie
Componența lingvistică a localității Mîkulîn
     Ucraineană (99,57%)
     Alte limbi (0,44%)
Conform recensământului din 2001, majoritatea populației localității Mîkulîn era vorbitoare de ucraineană (99,57%), existând în minoritate și vorbitori de alte limbi.